# Jogador-treinador
No futebol, no basquete, no beisebol ou no futebol americano, o termo jogador-treinador faz referência a alguém que comanda um time, mas que também desempenha funções de atleta.
Esta situação ocorre quando o presidente de um clube não encontra um treinador capaz de exercer a função, e então coloca um jogador mais experiente (geralmente em final de carreira) para comandar a equipe. Se o atleta consegue bons resultados, a diretoria pode efetivá-lo como jogador e treinador ao mesmo tempo.

## Países onde a função de jogador-treinador é mais comum
A experiência de jogador-treinador é mais comum no Reino Unido, principalmente em divisões inferiores da Inglaterra e da Escócia. Outros países adotam o método, mas sem o mesmo destaque.

## Exemplos de jogadores-treinadores (em times ou seleções)
Abaixo uma relação com jogadores que também exerceram a função de treinador em seus times.
| - Sergio Batista (All Boys, 1997) - Adolfo Pedernera (Millonarios, 1950–1954) - Roberto Carlos (Anzhi, 2012; Delhi Dynamos, 2015) - Romário (Vasco, 2007) - Osni (Bahia, 1984) - Samuel Eto'o (Antalyaspor, 2015) - Tony Jamieson (Tupapa Maraerenga, 2011–2012) - Paul Ince (Swindon Town, 2006; Macclesfield Town, 2006–2007) - Paul Merson (Walsall, 2004–2006) - Kenny Dalglish (Liverpool, 1986–1991) - Trevor Francis (Queens Park Rangers, 1988–1989; Sheffield Wednesday, 1991–1995) - Stuart Pearce (Nottingham Forest, 1996–1997) - John Barnes (Celtic, 1999–2000) - Glenn Hoddle (Swindon Town, 1991–1993; Chelsea, 1993–1995) - Neil Emblen (Waitakere United, 2010–2012) - Paul Tisdale (Exeter City, 2011) - Albert Batteux (Stade de Reims, 1950) - Teddy Sheringham (Stevenage, 2015–2016) - Helmut Schön (Hertha Berlim, 1950–1951) - Marco Kurz (SC Pfullendorf, 2005) - Karl-Heinz Riedle (Fulham, 2000) - Uwe Reinders (Eintracht Braunschweig, 1987–1989) - Micky Adams (Fulham, 1996–1997; Swansea City, 1997; Brentford, 1997–1999) - Tomasz Hajto (LUKS Gomunice, 2011) - Ercole Carzino (Ginnastica Sampierdarenese, 1931–1933) - Gianluca Vialli (Chelsea, 1998–2000) | - Gennaro Gattuso (Sion, 2013) - Kunishige Kamamoto (Yanmar Diesel - atual Cerezo Osaka - , 1978–1984) - George Weah (Seleção da Libéria, 2000–2002) - Ruud Gullit (Chelsea, 1996–1998) - Edgar Davids (Barnet, 2012–2014) - Wynton Rufer (Football Kingz, 1999–2002) - Sergio Ibarra (Cienciano, 2010; Sport Huancayo, 2013) - Dorinel Munteanu (Cluj, 2005–2006; Argeş Piteşti, 2006–07; Vaslui, 2007–2008; Universitatea Cluj e Steaua, 2008) - / Igor Dobrovolskiy (Tiligul Tiraspol, 2005–2006) - Davie Irons (Annan Athletic, 1997–2002) - Stuart McCall (Bradford City, 2000) - Murdo MacLeod (Dumbarton e Partick Thistle, 1993–1997) - Gary McAllister (Coventry City, 2002–2004) - Russell Latapy (Falkirk, 2007–2009) - Aleksandr Zavarov (Saint-Dizier, 1995–1998) - Serhiy Serebrennikov (KSV Roeselare, 2011–2014) - Sebastián Abreu (Boston River, 2020) - Garry Monk (Swansea City, 2014) - Ryan Giggs (Manchester United, 2014) - Vincent Kompany (Anderlecht, 2019) - Helmut Benthaus (Basel, 1965–1971) - Alan Curbishley (Charlton Athletic, 1991–1993) - Wayne Rooney (Derby County, 2020) - Gareth Ainsworth (Queens Park Rangers e Wycombe Wanderers, 2008, 2009 e 2012–2018) |